# Bactrië

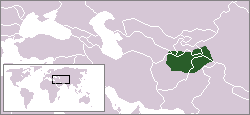
Bactrië ten tijde van Alexander de Grote

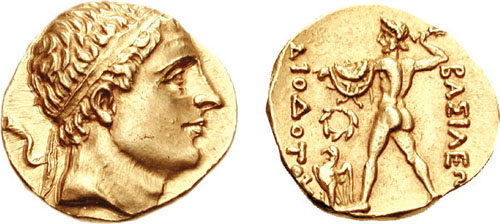
Gouden munt van koning Diodotus II, ca. 240-230 v.Chr.

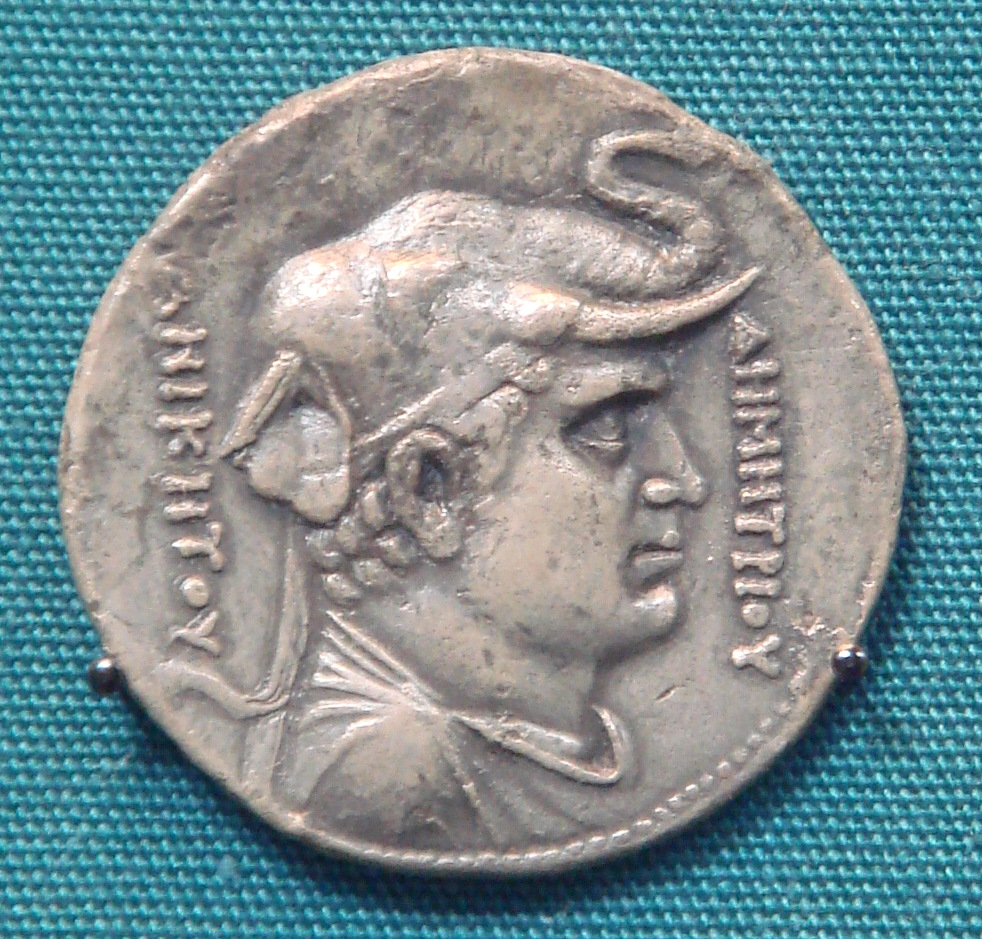
Zilveren munt van de Bactrische koning Agathocles met een portret van zijn voorganger Demetrius I, geslagen omstreeks 190-180 v.Chr.

Bactrië, Baktrië of Bakhdi (Bactrisch: βαχλο, Bachlo, Oudgrieks: Βακτριανή, Baktriané; Perzisch: باختر, Bākhtar; Latijn: Bactria; Mandarijn: 大夏, da xia) was in de oudheid de landstreek voornamelijk gelegen in het noordoosten van het huidige Afghanistan, rond de hoofdstad Bactra of Baktra (thans Balch) en de stad Bamyan. De streek ligt tussen de rivier de Amu Darja, toentertijd Oxus genoemd, en de bergen van de Hindoekoesj.

## Oudheid
De streek, waarvan de taal - anders dan die van de bekendere Meden en de Perzen - behoort tot de Oost-Iraanse taalgroep, wordt al genoemd in de Avesta, het heilige boek van de zoroastriërs. In de late bronstijd (vermoedelijk in de 11e eeuw v.Chr.) verkondigde de profeet Zarathustra, de stichter van het zoroastrisme, zijn leer in Bactrië. Hij zou zijn vermoord in Balch.
Bactrië werd in de zesde eeuw v.Chr. veroverd door de Achaemenidisch-Perzische koning Cyrus II de Grote, die er een satrapie (provincie) van maakte. Deze werd (als enige in het Achaemenidenrijk) meestal door de kroonprins of kroonopvolger geregeerd, welke resideerde in Balch. De streek wordt genoemd in de Behistuninscriptie van Darius en verschillende teksten uit Persepolis.

## Hellenistische periode
De Oude Grieken hadden voor de tijd van Alexander de Grote weinig kennis van het land ten oosten van Bactrië. Aristoteles beweerde dat vanaf de Hindoekoesj de 'Oostelijke Oceaan' te zien was. Alexander de Grote, die de laatste Achaemenidisch-Perzische koning versloeg, veroverde het gebied tussen 330 en 328 v.Chr. Bactrië bleef daarna enkele eeuwen onder sterke Griekse invloed staan, hoewel er tot lang na Alexanders dood anti-Griekse opstanden plaatsvonden. Het Grieks werd de officiële taal. De plaatselijke taal, het Bactrisch, een van de Iraanse talen werd daarna geschreven met een eigen cursief schrift gebaseerd op het Grieks alfabet.
Na de dood van Alexander in 323 v.Chr. werd zijn rijk verdeeld onder zijn belangrijkste generaals. Bactrië werd onderdeel van het Seleucidische Rijk, genoemd naar haar stichter Seleucus I Nicator.

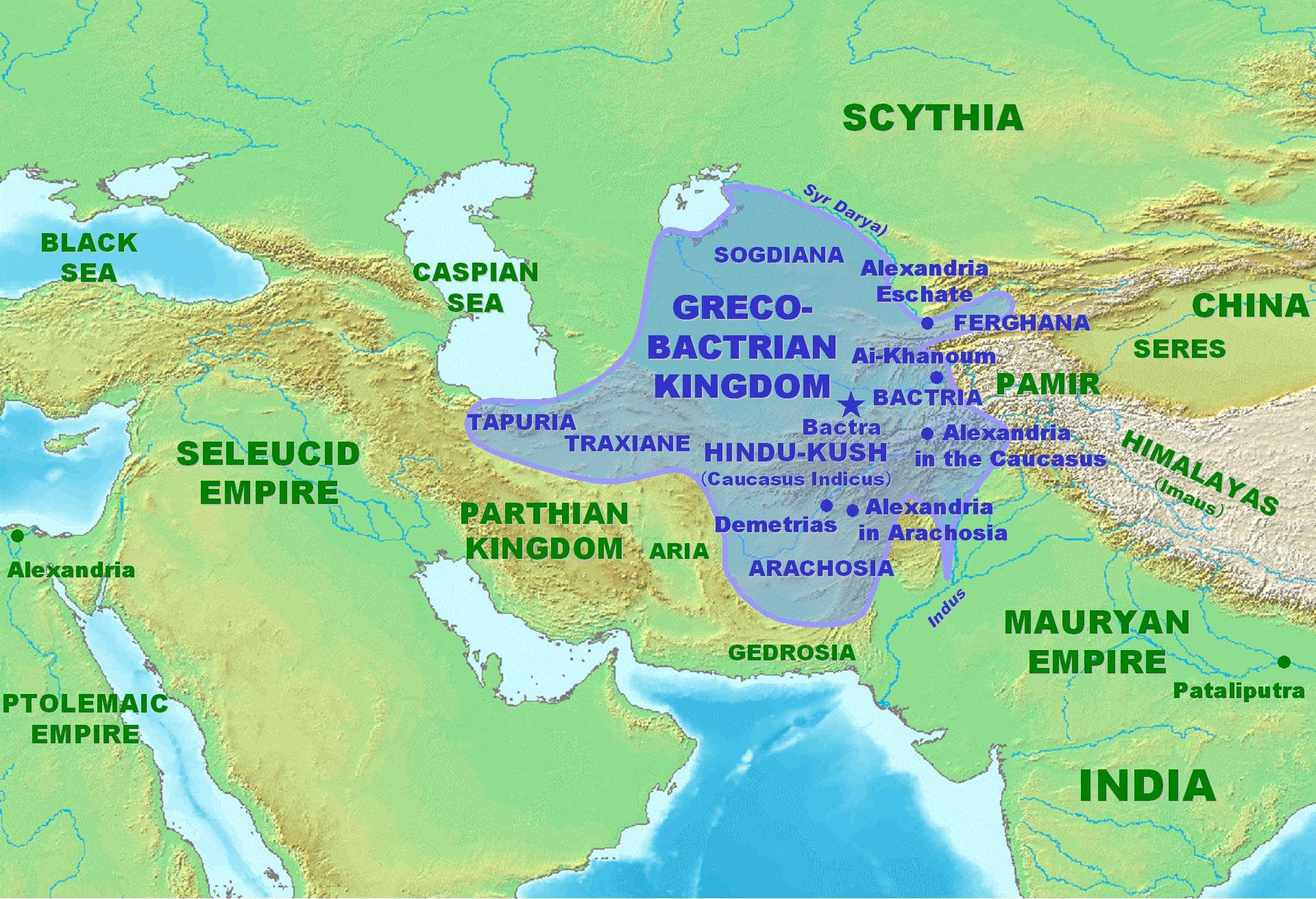
Kaart van het Bactrische koninkrijk op zijn hoogtepunt, rond 180 v.Chr.

Rond 250 v.Chr. kwam Diodotos I, de Seleucidische gouverneur van Bactrië, in opstand tegen de Seleuciden. Hij kroonde zichzelf tot koning van Bactrië, waarmee hij als de stichter wordt beschouwd van het Grieks-Bactrische rijk. De Bactrische vorsten waren niet alleen in staat de Seleucidische aanvallen af te slaan, maar wisten ook het koninkrijk flink uit te breiden. Koning Demetrios I trok met een leger naar het oosten, waar hij grote delen van het Shungarijk in het noorden van Hindoestan veroverde.
In het Grieks-Bactrisch koninkrijk vond een vermenging van de culturen van de Griekse elite en de lokale, voornamelijk boeddhistische, bevolking plaats.
Toen Eukratides I, waarschijnlijk een generaal in het Bactrische leger, de macht greep in Bactrië ontstond een scheiding tussen het Grieks-Bactrische rijk in het noorden en het Indo-Griekse rijk ten zuiden van de Hindoekoesj. Na de dood van Eukratides I brak een periode aan van interne problemen. Binnen korte tijd volgden tal van heersers elkaar op. Door deze ontwikkelingen werd de macht van de Grieks-Macedonische elite ondermijnd. Bactrië werd tussen 130 en 120 v.Chr. onder de voet gelopen door de nomadische Yuezhi. Ten zuiden van de Hindoekoesj en langs de Indus hielden de Griekse machthebbers langer stand. In 10 v.Chr. werd de laatste Griekse koning daar verdreven.
Geschriften uit deze tijd hebben voor een deel een boeddhistisch-religieus karakter. De Indo-Griekse koning Menandros (2e eeuw v.Chr.) was bijvoorbeeld waarschijnlijk boeddhist. Er is ook veel informatie met een meer economisch karakter, zoals rekeningen en ontvangstbewijzen.

## Hunnen en Sassaniden
In de tweede eeuw v.Chr. werd Bactrië overvallen door nomadische volkeren uit het noordoosten. De Grieken noemden een van deze volkeren Tocharen; Chinese bronnen spreken van de Yuezhi. Deze waren de voorouders van de Kushana's, die in de 1e eeuw vanuit Bactrië het Indisch subcontinent binnenvielen, waar ze een rijk stichtten dat zich over grote delen van Centraal-Azië en India uitstrekte. In deze tijd droegen de munten in Bactrië nog inscripties in het Bactrisch.
In de 4e eeuw volgde opnieuw een invasie uit het noorden; ditmaal van de Chionieten, waarschijnlijk een aan de Hunnen verwant volk. Na hen kwamen de Kidarieten en de Hephthalieten of Witte Hunnen, waaruit mogelijk de later in Europa bekende Avaren voortkwamen. In de 6e eeuw werden zij verslagen door de Sassanidische Perzen en hun Turkse bondgenoten van de overzijde van de Oxus.

## Islamitisch Kalifaat
Na de verovering van het Sassanidenrijk door de Arabieren duurde het nog enige tijd voordat ook Bactrië aan de beurt was. Balch werd al belegerd in 685, maar de verovering was pas volledig rond 736, toen de Arabieren het bestuurlijk centrum van Merv naar Balch verplaatsten. Na die tijd werd het Bactrische schrift en de taal vervangen door het Arabisch. Het boeddhisme verdween uit het gebied om plaats te maken voor de islam.
De laatste documenten in het Bactrisch dateren van 781.